# 厦门公交1路
厦门公交1路是福建省厦门市的一条普通公交线路，隶属于厦门公交集团思明公司。

## 线路历史
20世纪80年代，1路开通投入运营（厦大←→火车站）。
2010年3月15日起，1路将延长夜间服务时间，满足市民夜间出行需求。1路（厦大站←→火车站）按照现有的线路走向运行，停靠所有沿途站点。延长末班时间至01:00结束，夜间23:30后每间隔半小时发一班车，发车时间为23：30，00：00，00：30，01：00，从厦大发车3班，发车时间为23：30，00：00，00：30。
2011年1月17日起，因厦门站施工，火车站站点移至小广场，然后经厦禾路至莲坂转盘调头返回，增停：梧村车站；1路起讫点变为厦大←→火车站（小广场）。
2015年2月4日起，火车站南广场启用，为方便到发旅客的交通出行，结合该片区周边道路的交通组织方案，2月3日起，原停靠火车站（小广场）的5条公交线路（1路、28路、50路、130路和旅游二线）调整到火车站南广场始发，增停：火车站南广场、火车站（往南广场方向），减停：火车站（小广场）；1路起讫站变更为：火车站南广场—厦大。

## 运营信息

### 线路走向
- 上行：厦大（南普陀）站始发，经思明南路、思明北路、厦禾路、东坪山路、站南路至火车站南广场站。
- 下行：火车站南广场站始发，经站南路、东坪山路、厦禾路、思明北路、思明南路、演武西路、思明南路至厦大（南普陀）站。

### 票价
上车1元，全程1元，E通卡8折优惠。

### 运行时间
- 厦大（南普陀）：05:50-00:30
- 火车站南广场  ：05:50-01:00

### 途径站点

#### 上行
| 上行（火车站南广场方向） | 上行（火车站南广场方向） | 上行（火车站南广场方向） | 上行（火车站南广场方向） | 上行（火车站南广场方向）  |
| ------------------------ | ------------------------ | ------------------------ | ------------------------ | ------------------------- |
| 站序                     | 站名                     | 道路名                   | 隶属区镇                 | 备注                      |
| 1                        | 厦大（南普陀）           | 思明南路                 | 思明区厦港街道           |                           |
| 2                        | 华侨博物院               | 思明南路                 | 思明区厦港街道           |                           |
| 3                        | 大生里                   | 思明南路                 | 思明区厦港街道           |                           |
| 4                        | 中华城                   | 思明南路                 | 思明区中华街道           | 换乘地铁1号线             |
| 5                        | 中山路                   | 思明南路                 | 思明区中华街道           | 单向车站                  |
| 6                        | 眼科医院                 | 厦禾路                   | 思明区鹭江街道           | 换乘厦门快速公交          |
| 7                        | 斗西路口                 | 厦禾路                   | 思明区开元街道           | 换乘厦门快速公交          |
| 8                        | 二市                     | 厦禾路                   | 思明区开元街道           | 换乘厦门快速公交          |
| 9                        | 后江埭                   | 厦禾路                   | 思明区开元街道           |                           |
| 10                       | 文灶                     | 厦禾路                   | 思明区梧村街道           | 换乘地铁1号线             |
| 11                       | 金榜公园                 | 厦禾路                   | 思明区梧村街道           | 换乘厦门快速公交          |
| 12                       | 火车站                   | 厦禾路                   | 思明区梧村街道           | 单向车站 换乘厦门快速公交 |
| 13                       | 火车站南广场             | 站南路                   | 思明区梧村街道           |                           |

#### 下行
| 下行（厦大方向） | 下行（厦大方向） | 下行（厦大方向） | 下行（厦大方向） | 下行（厦大方向）          |
| ---------------- | ---------------- | ---------------- | ---------------- | ------------------------- |
| 站序             | 站名             | 道路名           | 隶属区镇         | 备注                      |
| 1                | 火车站南广场     | 站南路           | 思明区梧村街道   |                           |
| 2                | 梧村车站         | 厦禾路           | 思明区梧村街道   | 单向车站 换乘厦门快速公交 |
| 3                | 金榜公园         | 厦禾路           | 思明区梧村街道   | 换乘厦门快速公交          |
| 4                | 文灶             | 厦禾路           | 思明区梧村街道   | 换乘地铁1号线             |
| 5                | 后江埭           | 厦禾路           | 思明区开元街道   |                           |
| 6                | 二市             | 厦禾路           | 思明区开元街道   | 换乘厦门快速公交          |
| 7                | 斗西路口         | 厦禾路           | 思明区开元街道   | 换乘厦门快速公交          |
| 8                | 眼科医院         | 厦禾路           | 思明区鹭江街道   | 换乘厦门快速公交          |
| 9                | 中华城           | 思明南路         | 思明区中华街道   | 换乘地铁1号线             |
| 10               | 镇海路口         | 思明南路         | 思明区中华街道   | 换乘地铁1号线             |
| 11               | 大生里           | 思明南路         | 思明区厦港街道   |                           |
| 12               | 华侨博物院       | 思明南路         | 思明区厦港街道   |                           |
| 13               | 理工学院思明校区 | 思明南路         | 思明区厦港街道   | 单向车站                  |
| 14               | 厦大（南普陀）   | 思明南路         | 思明区厦港街道   |                           |

## 配车
- 大金龙XMQ6127AGCHEVN51